# 旃陀罗笈多 (孔雀王朝)

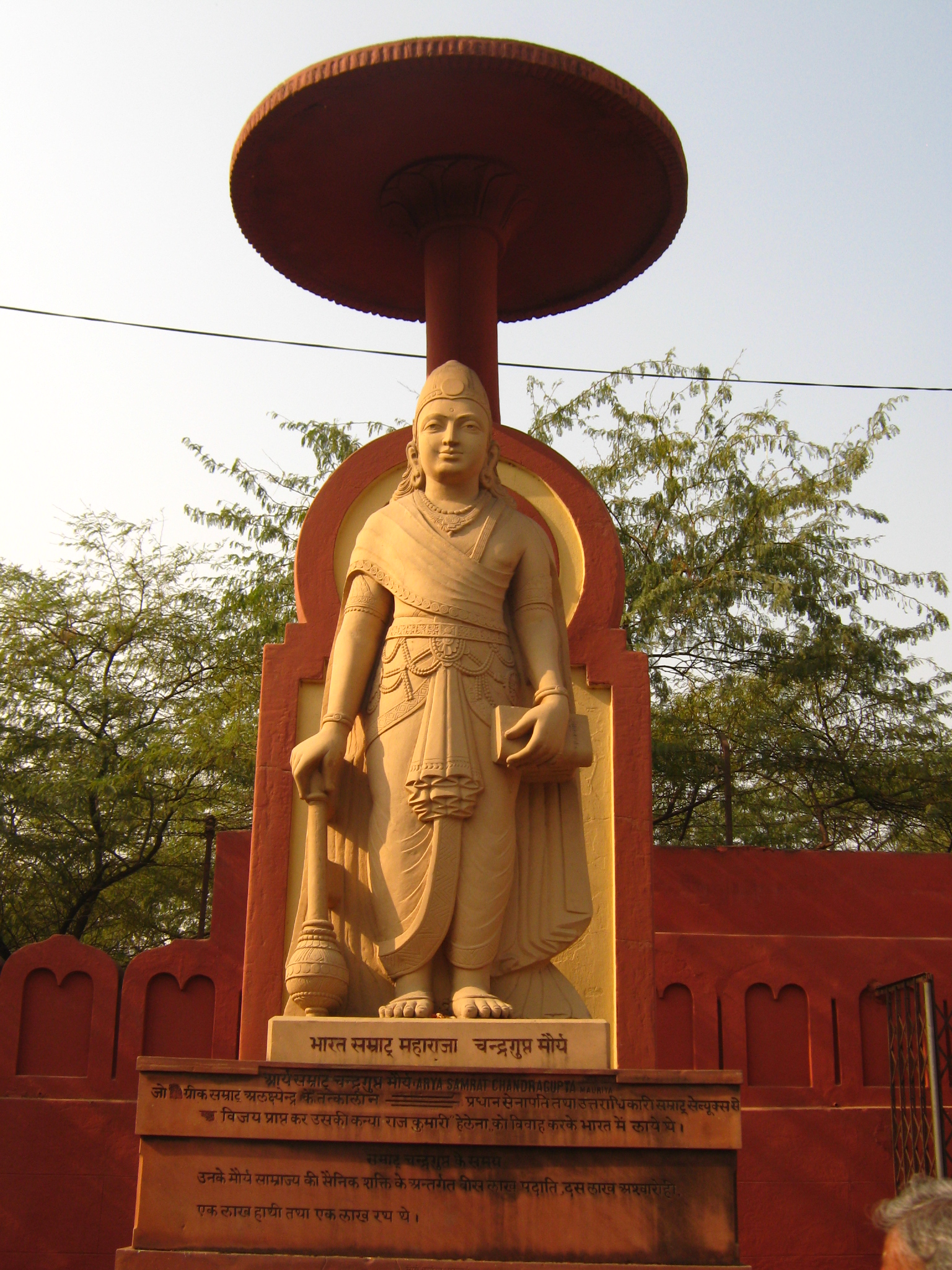
月护王雕像

旃陀羅笈多·孔雀（Candrá-gupta Maurya；前340年—前298年），又称月护王、旃陀羅崛多，是印度孔雀王朝开国君主，首次將印度次大陸大部分地區統一於一個政權之下。他于前322年至前298年间在位。其孫阿育王促成佛教從印度向外傳播。

## 生平
他的早期生平仍是一个谜，据说他的姓“孔雀”（Maurya）说明他来自一个饲养孔雀的家族，这意味着他出生于较低下的种姓，但是也有传说称他是难陀王朝王子的后代和一个女仆Mura的私生子，Maurya是Mura的音讹。
他在少年时被摩揭陀国王从国中放逐。在途中他遇到了著名的婆罗门谋臣考底利耶，这是一位绝对的现实主义者（后世称他为印度的马基亚维利）。另一个故事则是说考底利耶因为一件小事与难陀国王争吵，而被放逐，在途中他发现了一位有着王者气息的少年在鬥羊。不管怎么说，在前321年，旃陀羅笈多在考底利耶的协助下攻克了摩揭陀的都城华氏城，自立为摩揭陀国王。
之后，他组织起了一支大军，据称有3万骑兵、9千战象和60万步兵。他攻打马其顿王国亚历山大大帝在印度河流域建立的军事要塞，夺取了旁遮普，使摩揭陀的领土从孟加拉湾延伸到阿拉伯海，之后，他又南下攻打中印度诸国，将领土扩张到德干高原，统一北印度和中印度部分地区。
前305年，继承了亚历山大的亚洲领地的塞琉古一世率军入侵旁遮普，迫使旃陀羅笈多回师与其决战。关于这场战争印度人和希腊人有着不同的说法。在印度人的版本中，旃陀羅笈多彻底打败了希腊军队，夺取了兴都库什山脉以南所有土地，迫使希腊人求和。而在希腊人的版本中恰恰相反，塞琉古一直打到了华氏城，印度人再也无力支撑。不管怎么说，在前302年，双方达成了和约，塞琉古承认旃陀羅笈多对旁遮普的统治，并将一个女儿嫁给旃陀羅笈多，以换取印度人送给他五百头大象和象手，支持他对埃及的扩张。和约的签订确立了孔雀帝国的大国身份，埃及托勒密王朝和塞琉古帝国都向华氏城派出了常驻使节。
傳說在西元前298年，旃陀羅笈多皈依了耆那教，成为圣者Bhadrabahu的亲传弟子。Bhadrabahu預言了十二年的大饑荒，而他努力也無法挽救饑荒帶來的悲慘情形。他将王位传给了儿子宾头娑罗，自己前往森林中苦行，最终绝食而死于耆那教聖地Shravanabelagola。